# Margot Fonteyn
Margaret "Peggy" Hookham (Reigate, Surrey, 18 de mayo de 1919–Ciudad de Panamá, 21 de febrero de 1991), conocida como Margot Fonteyn, fue una famosa bailarina británica que desarrolló toda su carrera artística en el Royal Ballet, gran parte de ésta como primera bailarina absoluta.

## Historia
Nació el 18 de mayo de 1919 en Reigate, Surrey. De muy pequeña inició, sus estudios de danza clásica, comenzando en Shanghái y continuando posteriormente en Londres; a la corta edad de 14 años realizó una audición con el «Vic-Wells Ballet», donde hizo su debut en 1934 bailando unos de los copos de nieve del ballet El Cascanueces. Para 1939, ya había interpretado muchos de los roles principales de los ballets clásicos: Aurora, en La bella durmiente; Giselle, en Giselle, y el difícil rol Odette/Odile de El lago de los cisnes. El coreógrafo inglés Sir Frederick Ashton creó varios ballets especialmente para ella, la consideró una de sus musas, y su relación duró 25 años.[cita requerida]
La carrera de Fonteyn continuó en ascenso y ya hacia el final de 1950 había interpretado casi todos los roles principales de los ballets clásicos. Durante los años 1940, Fonteyn mantuvo una larga relación con el compositor británico Constant Lambert, con quien no llegó a casarse. En 1956 se casó con Roberto Arias, diplomático y playboy panameño, y su vida se dividió entre bailar y cumplir los roles de la esposa de un embajador. 
Murió el 21 de febrero de 1991 en Ciudad de Panamá, Panamá

## Primeros años (1919-1934)
Margaret Evelyn Hookham nació el 18 de mayo de 1919 en Reigate, Surrey, hija de Hilda (née Acheson Fontes) y Felix John Hookham. Su padre era un ingeniero mecánico británico que trabajaba para la British American Tobacco. Su madre era hija ilegítima de una irlandesa, Evelyn Acheson, y del industrial brasileño Antonio Gonçalves Fontes. Hookham tuvo un hermano, su hermano mayor Felix. La familia se trasladó a  Ealing, donde su madre envió a su hija de cuatro años con su hermano a clases de ballet con Grace Bosustow. Su madre acompañó a Hookham a sus primeras clases, aprendiendo las posiciones básicas junto a su hija para mejorar su comprensión de lo que una estudiante de ballet necesitaba para desarrollarse. A lo largo de los años, Hilda apoyó, orientó y criticó constantemente a su hija; se convirtió en una presencia muy conocida entre bastidores en las actuaciones de Hookham, y se ganó el apodo de "Reina Negra" de los profesores y colegas de Hookham. Mientras que algunos niños se habrían resistido a esa atención prepotente de sus padres, Hookham aceptó la ayuda de su madre con "naturalidad afectuosa y sin vergüenza".
En julio de 1924, a la edad de cinco años, Hookham bailó en un concierto benéfico y recibió su primera crítica en un periódico: el Middlesex Country Times señaló que la joven bailarina había realizado "un solo extraordinariamente bueno" que había sido "vigorosamente aplaudido" por el público. Incluso durante sus primeros años, Hookham dio muestras de la presión que sentía para triunfar en su baile, y a menudo se forzaba físicamente para evitar convertirse en una decepción para los demás. Cada vez que se acercaba un examen de baile, se ponía enferma con fiebre alta durante varios días, recuperándose justo a tiempo para hacer la prueba. El padre de Hookham empezó a preparar el traslado de su familia al extranjero por motivos de trabajo. Tras consultarlo, se decidió que se llevarían a su hija pero dejarían a su hijo Félix en un internado inglés. Para Hookham, esta nueva separación de su hermano fue una experiencia dolorosa. Su padre fue trasladado primero a Louisville, Kentucky, donde Hookham asistió a la escuela pero no tomó clases de ballet, ya que su madre se mostraba escéptica sobre la calidad de la escuela de danza local. Cuando Peggy -así la llamaban en su infancia- tenía nueve años, ella y sus padres se trasladaron a China.
Durante aproximadamente un año, la familia vivió en Tianjin. En 1931 se trasladaron a Shanghái, donde Hookham estudió ballet con el profesor ruso emigrado Georgy Goncharov. La compañera de Goncharov, Vera Volkova, influyó más tarde en la carrera y la formación de Hookham. Hookham no soñaba con ser bailarina y era una alumna reacia, pero era competitiva. Tener a June Brae en sus clases la empujaba a esforzarse más. No le gustaba el método Cecchetti, prefiriendo la expresión fluida del estilo ruso. Su madre la trajo de vuelta a Londres cuando tenía 14 años, para que siguiera la carrera de ballet. En 1934, el padre de Hookham escribió desde Shanghái, explicando que había tenido una aventura. Pidió el divorcio a su mujer para poder casarse con su nueva novia. Tras seguir trabajando en Shanghái, su padre fue internado durante la Segunda Guerra Mundial, de 1943 a 1945, por el invasor Japonés. Tras la guerra, regresó a Inglaterra con su segunda esposa, Beatrice.
Hookham comenzó sus estudios con Serafina Astafieva, pero la dama Ninette de Valois se fijó en ella y la invitó a unirse a la Vic-Wells Ballet School, que más tarde se convertiría en el Royal Ballet. Se formó con Olga Preobrajenska y Volkova. Su primera actuación en solitario tuvo lugar en 1933, como actriz más que como bailarina, utilizando el nombre provisional de Margot Fontes, cuando era una niña en la producción de The Haunted Ballroom de Valois. En 1934, bailó como un copo de nieve en El Cascanueces, todavía con el nombre de Fontes. Aunque la madre de Hookham había escrito a sus parientes Fontes, solicitándoles permiso para que su hija utilizara el nombre en su carrera teatral, la respuesta final fue negativa, posiblemente debido al deseo de la familia de evitar una asociación con una intérprete teatral. Posteriormente, Hilda y su hija buscaron variaciones de Fontes en la guía telefónica, eligiendo Fontene, que sonaba más británico, y añadiéndole un giro para convertirlo en Fonteyn. Al año siguiente, adoptó el nombre por el que fue conocida el resto de su vida profesional, "Margot Fonteyn", modificando el apellido de su abuelo materno, "Fontes". - En portugués, "fonte" significa "fuente". En Middle e inglés moderno hasta el siglo XVI, se deletreaba "fonteyn". Su hermano, Felix, que se convirtió en un especialista de la fotografía de danza, acabó adoptando el mismo apellido.

## Carrera

### Los años de Vic-Wells (1935-1945)
En 1935, Fonteyn debutó como solista, interpretando a la joven Tregennis en The Haunted Ballroom. Ese mismo año, Sir Frederick Ashton creó el papel de la novia en su coreografía de la obra de Stravinsky Le baiser de la fée de Igor Stravinsky específicamente para ella. Aunque apreciaba sus cualidades líricas y la encontraba elegante, Ashton dijo de sus primeros años que Fonteyn tenía una terquedad quebradiza y carecía de pulimento. A pesar de sus defectos, la eligió para el papel principal de la criolla en su producción Río Grande. Cuando Alicia Markova, la primera Prima Ballerina de la compañía, abandonó el Vic-Wells a finales de 1935, Fonteyn compartió el papel principal con otros miembros de la compañía, pero rápidamente ascendió a la cima de las bailarinas. Ese año pasó las vacaciones de verano en París, donde estudió con las bailarinas rusas exiliadas Olga Preobrajenska, Mathilde Kschessinska y  Lubov Egorova. Volvió a estudiar con ellas los veranos siguientes.

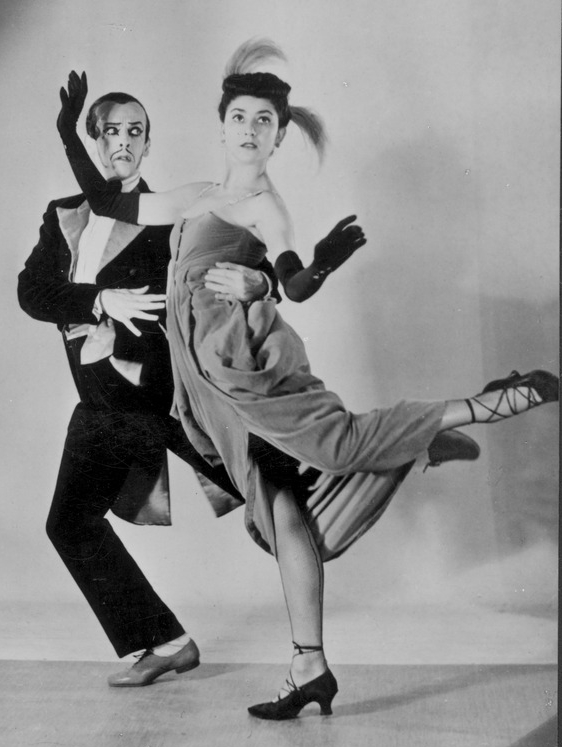
Robert Helpmann y Margot Fonteyn, en Façade (1936)

Aprovechando la gracia delicada y algo felina de Fonteyn, "Sir Frederick a menudo la representaba como un ser frágil o de otro mundo". En 1936, interpretó a una musa inalcanzable en Apariciones, un papel que consolidó su asociación con Robert Helpmann, y ese mismo año encarnó a una florista melancólica y pobre en Nocturne. Su éxito en Nocturne marcó un punto de inflexión en la percepción que Ashton tenía de Fonteyn y reconoció que podía convertirse en la heredera de Markova como primera bailarina de la compañía. Poco después, la compañía empezó a experimentar con actuaciones televisadas, aceptando compromisos remunerados para actuar para la BBC en Broadcasting House y Alexandra Palace. Fonteyn bailó su primer solo televisado en diciembre de 1936, interpretando la Polka de Façade. Aunque los bailarines disfrutaron de estos compromisos, las diminutas pantallas de televisión, con sus imágenes azules e inestables, significaban que el medio aún no era lo suficientemente sofisticado como para convertirse en una vía lucrativa para la compañía.
Al año siguiente, Fonteyn obtuvo el papel cómico de Julia en Un ramo de novia  y fue elegida junto a Robert Helpmann para interpretar el pas de deux], imitando a patinadores sobre hielo victorianos, en Les Patineurs]' de Ashton. Helpmann fue su pareja más constante en las décadas de 1930 y 1940, ayudándola a desarrollar su teatralidad. Décadas más tarde, Fonteyn nombraría a Helpmann su compañero favorito a lo largo de su carrera. Constant Lambert, como director musical de la compañía, la ayudó con su musicalidad. A partir de 1935, Fonteyn y Lambert desarrollaron una relación romántica, que continuaría de forma intermitente durante toda la vida de él. Anteriormente había mantenido una relación con Donald Hodson, controlador del Servicio de Ultramar de la BBC. Lambert dedicó su partitura para el ballet Horoscope (1938) a Fonteyn.
Cuando la compañía visitó la Universidad de Cambridge para un breve compromiso profesional en 1937, Fonteyn conoció por primera vez a Roberto "Tito" Arias, un estudiante de Derecho de 18 años de Panamá que más tarde se convertiría en su marido. Fonteyn se enamoró de Arias tras verle bailar rumba en una fiesta. La pareja disfrutó de su tiempo juntos durante la semana siguiente, pero Arias regresó a Panamá para las vacaciones de verano. Su falta de comunicación posterior dejó a Fonteyn abatida.
En 1939, Fonteyn había interpretado los papeles principales de Giselle, El lago de los cisnes y La bella durmiente y fue nombrada primera bailarina del Vic-Wells, que pronto pasaría a llamarse Sadler's Wells Ballet. Su actuación en El lago de los cisnes había supuesto un punto de inflexión en su carrera, al convencer a crítica y público de que una bailarina británica podía bailar con éxito el papel principal de un ballet clásico ruso de larga duración. El crítico Arnold Haskell escribió que nunca antes la actuación de Fonteyn había sido "tan regia en sus maneras ni tan brillante", mientras que la escritora Tangye Lean comentó que "estuvo a la altura con una estabilidad que no se había visto antes en ella".
Durante la Segunda Guerra Mundial, la compañía bailó todas las noches, a veces también en matinées, para entretener a las tropas. Con una agenda tan apretada, los bailarines a menudo se veían obligados a realizar el triple o el cuádruple de sus actuaciones semanales habituales. Fonteyn recordaría más tarde que bailaba tan a menudo que a veces "se quedaba temblando en los bastidores, incapaz de recordar si había terminado mi solo antes de abandonar el escenario". En tiempos de guerra, la compañía perdió a muchos de sus bailarines, que se alistaron en las fuerzas armadas. Los espectáculos tenían que ser cuidadosamente elegidos o editados para garantizar que un reparto casi exclusivamente femenino pudiera interpretar todos los papeles. Fonteyn solía formar pareja con bailarines jóvenes e inexpertos sacados directamente de las escuelas de ballet. Con temporadas cortas en Londres, también viajaron al extranjero y estaban en los Países Bajos cuando fue invadida en mayo de 1940, escapando de vuelta a Inglaterra con nada más que los trajes que llevaban puestos. En septiembre de 1940, cuando comenzó el bombardeo de Londres, el teatro Sadler's Wells se convirtió en un refugio antiaéreo. La compañía de bailarines fue desplazada temporalmente, realizando giras profesionales por toda Inglaterra.
En agosto de 1943, Fonteyn causó baja inexplicable en la compañía durante dos meses, perdiéndose las actuaciones de la temporada inaugural. Muchos de sus amigos íntimos y su biógrafa, Meredith Daneman, creyeron que había abortado. Su relación con Lambert se había vuelto difícil, ya que él bebía mucho y tenía aventuras con otras mujeres. Preocupada por el bienestar de su hija, la madre de Fonteyn tomó cartas en el asunto y animó suavemente a su hija a alejarse de Lambert emparejándola con el director de cine Charles Hasse. Fonteyn y Hasse se hicieron amantes, y su estrecha relación duró los cuatro años siguientes.
Durante la guerra, Ashton creó papeles como su sombría pieza bélica Dante Sonata (1940) y la brillante The Wanderer (1941) para Fonteyn. También actuó notablemente en Coppélia, impregnando el papel de humor. Los años de la guerra la ayudaron a desarrollar su resistencia y a mejorar su talento natural. En febrero de 1944, bailó el papel de la Jovencita en Le Spectre de la Rose y fue entrenada por la primera bailarina rusa Tamara Karsavina.

### Los años de Covent Garden (1946-1955)

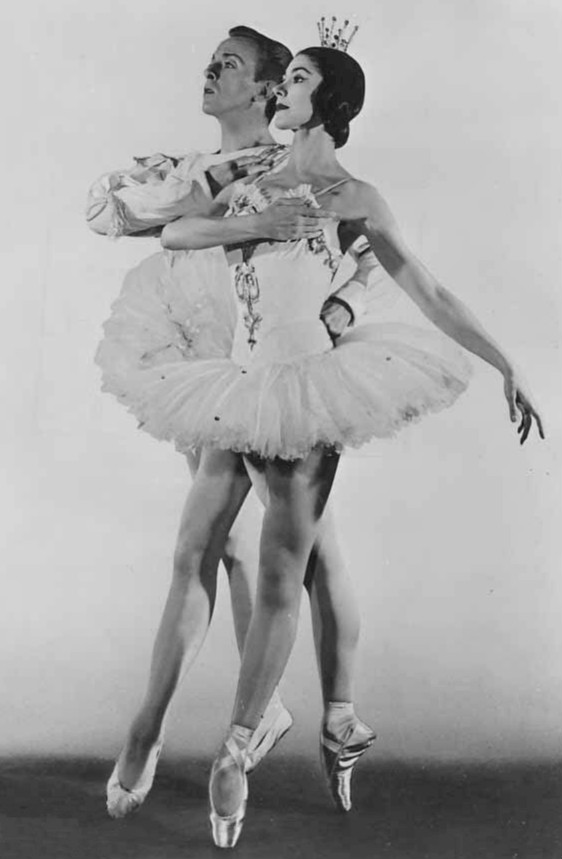
Fonteyn y Helpmann, The Sleeping Beauty, Sadler's Wells 1950 U.S. tour

En 1946, la compañía se trasladó a la Royal Opera House en Covent Garden. Uno de los primeros papeles de Fonteyn fue en una representación de Tchaikovsky's La bella durmiente como Aurora con Rey George, la reina Isabel la Reina Madre, la reina María de Teck, las princesas Isabel II y Margarita, condesa de Snowdon, y el primer ministro Clement Attlee. Con un departamento de vestuario gravemente afectado por el racionamiento de la posguerra, la compañía hizo un llamamiento para conseguir cualquier trozo de seda, terciopelo o brocado disponible, cortando y reutilizando viejos trajes de ópera, pieles e incluso cortinas de terciopelo para crear una fastuosa producción. A diferencia de la mayoría de las bailarinas rusas, que tradicionalmente aprendían los papeles de las generaciones anteriores, Fonteyn no disponía de referencias vivas que le enseñaran el papel de Aurora y se vio obligada a crear su propia interpretación.  El ballet se convirtió en una producción emblemática de la compañía y en un papel distintivo para Fonteyn, que marcó su "llegada" como la "corona más brillante" de la compañía Sadler's Wells.
Ashton creó inmediatamente Variaciones sinfónicas para capitalizar el éxito del estreno. De las seis bailarinas de la producción, la actuación de Fonteyn fue calificada de "brillante" y Moira Shearer fue destacada por su elegancia. Cuando el American Ballet Theatre visitó la Royal Opera House en 1946, Fonteyn se hizo íntima amiga de la bailarina neoyorquina Nora Kaye. Fonteyn apareció en televisión en 1946, con motivo de la reapertura del Alexandra Palace tras la guerra. Sus apariciones en televisión fueron seguidas por una actuación con el coreógrafo Léonide Massine como la mujer del molinero en su  El sombrero de tres picos y como protagonista en el debut abstracto de Scènes de ballet que Ashton escribió para ella.
En 1948, Fonteyn viajó a París para interpretar a Agathe, un papel creado para ella, en Les Demoiselles de la nuit del coreógrafo Roland Petit. La admiración de Petit le dio una nueva confianza y seguridad, que demostró en su actuación en el Don Juan de Ashton, aunque se lesionó en la primera noche, rompiéndose un ligamento del tobillo. No pudo bailar durante varios meses y se perdió el estreno de Cinderella de Ashton. Se recuperó lo suficiente como para bailar con Michael Somes en la presentación navideña del ballet, y dejó su impronta en el papel de Cenicienta al desafiar el traje tradicional del Acto I, sustituyendo el traje marrón habitual por un vestido negro crudo y un pañuelo atado severamente sobre el pelo. Los observadores comentaron que Fonteyn introdujo un nuevo y más fuerte sentido del patetismo en la representación.
Al repetir el papel de Aurora en 1949, cuando el Royal Ballet realizó una gira por Estados Unidos, Fonteyn se convirtió instantáneamente en una celebridad, y obtuvo reconocimiento internacional. En Nueva York, el showman estadounidense Sol Hurok dijo que el estreno de Aurora de Fonteyn en el Metropolitan Opera House fue la representación "más sobresaliente" que había dirigido nunca, y que los teloneros duraron media hora. El New York Herald Tribune calificó a Fonteyn de "inconfundible estrella": "Londres lo sabe desde hace tiempo, Europa lo ha descubierto y anoche ella conquistó definitivamente otro continente". Fonteyn fue portada de Time y Newsweek.

## Bailarines acompañantes
Durante su longeva carrera fueron muchos los partenaires con los que compartió escena alrededor de todo el mundo.[cita requerida]
En 1940, forma pareja artística junto con Robert Helpmann, con una pareja artística de renombre durante los años posteriores. En 1950, establece como pareja artística a Michael Somes protagonizando el primer ballet televisado en la televisión británica, La bella durmiente.[cita requerida]
La carrera artística de Fonteyn llega a su cumbre cuando las personalidades del momento pensaban que debía retirarse. No obstante, cuando en 1961 Rudolf Nuréyev escapó de la URSS, la coreógrafa Ninette de Valois lo invitó a bailar en Londres como partenaire de Fonteyn, quien ya había sido consagrada estrella del Royal Ballet de Londres. Aunque a priori no se le auguraba demasiado futuro a esta alianza, fundamentalmente debido a los cuarenta y tres años de edad de Fonteyn y a que tenía intención de retirarse definitivamente de la profesión, persistió  con éxito.[cita requerida]
A lo largo de varios años de actuaciones, la pareja Fonteyn/Nuréyev fue la más famosa pareja de danza en la historia del ballet clásico.[cita requerida]
Era tan grande la pasión que despertaban en el público las actuaciones de la pareja formada por Fonteyn y Nuréyev que esta llegaba a provocar hechos insólitos en sus actuaciones, como por ejemplo que durante una función en Viena fueran llamados ochenta y nueve veces a escena para saludar al público presente en la sala, que vibraba de emoción y entusiasmo.[cita requerida]

## Musa inspiradora

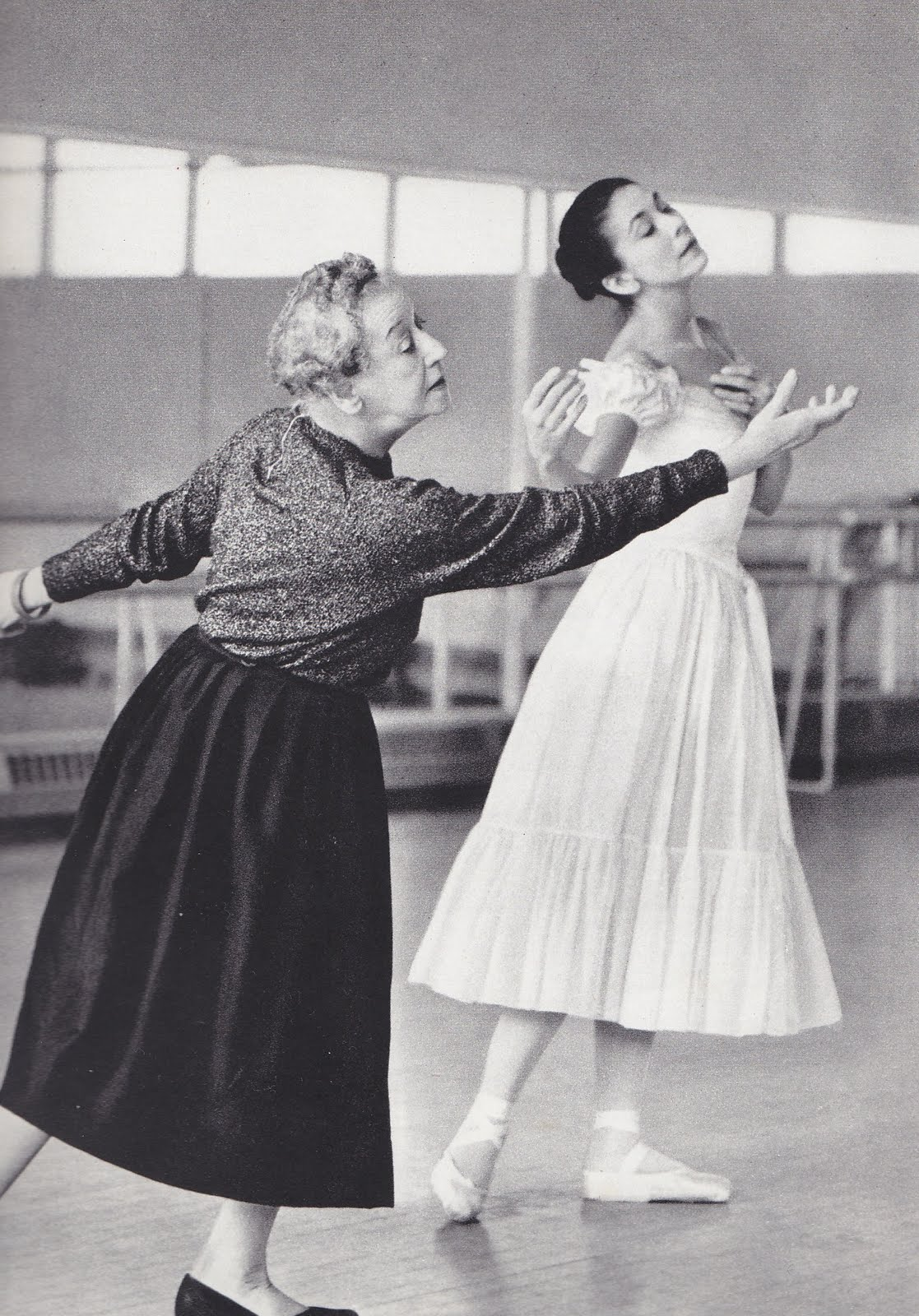
Tamara Karsávina y Fonteyn en el ensayo de El Espectro de la rosa.

La bailarina y coreógrafa Ninette de Valois que también tenía una escuela de Danza donde Fonteyn aprendía y perfeccionaba sus conocimientos. Fue la musa inspiradora de esta última. Fonteyn consideraba a Valois como una mujer impredecible y maravillosa y una excepcional bailarina que despertaba en ella -aún más- su amor por la danza.

## Retiro y fallecimiento
Fonteyn se retiró en 1970, (Margot Fonteyn siguió bailando después de 1970. Bailó en 1972, en el Teatro Colón de Buenos Aires el Pas de Deux de Bodas de Aurora con Atilio Labis. Fue en el Homenaje a los bailarines del Teatro Colón, que habían fallecido en 1971 en el accidente de aviación), pasados los 50 años de edad (lo que era toda una hazaña para una bailarina con tanta continuidad en la actuación y con tanta desenvoltura y agilidad, que sorprendía notablemente tanto a su público como a los críticos en la materia). A partir de entonces, se instaló definitivamente en Panamá.[cita requerida]
Después del fallecimiento de su esposo, se trasladó a una quinta -denominada La quinta pata-, que ella consideraba su paraíso personal.[cita requerida]
Poco antes de su muerte, Fonteyn se convirtió al catolicismo romano para que sus cenizas fueran enterradas en la misma tumba que las de Arias. A medida que su salud empeoraba, recibía periódicamente una avalancha de mensajes y flores de sus simpatizantes, entre los que se encontraban la Reina Isabel II y el presidente de Panamá. Fonteyn murió el 21 de febrero de 1991 en un hospital de Ciudad de Panamá, a los 71 años de edad, en el 29.º aniversario de su estreno con Nureyev en Giselle. Fue enterrada junto a Arias cerca de su casa en Panamá y el 2 de julio de 1991 se celebró un funeral en Londres en la Abadía de Westminster. Nureyev, que se enfrentaba a sus propios problemas de salud en forma de sida, no pudo asistir a ninguno de los dos servicios.

## Legado

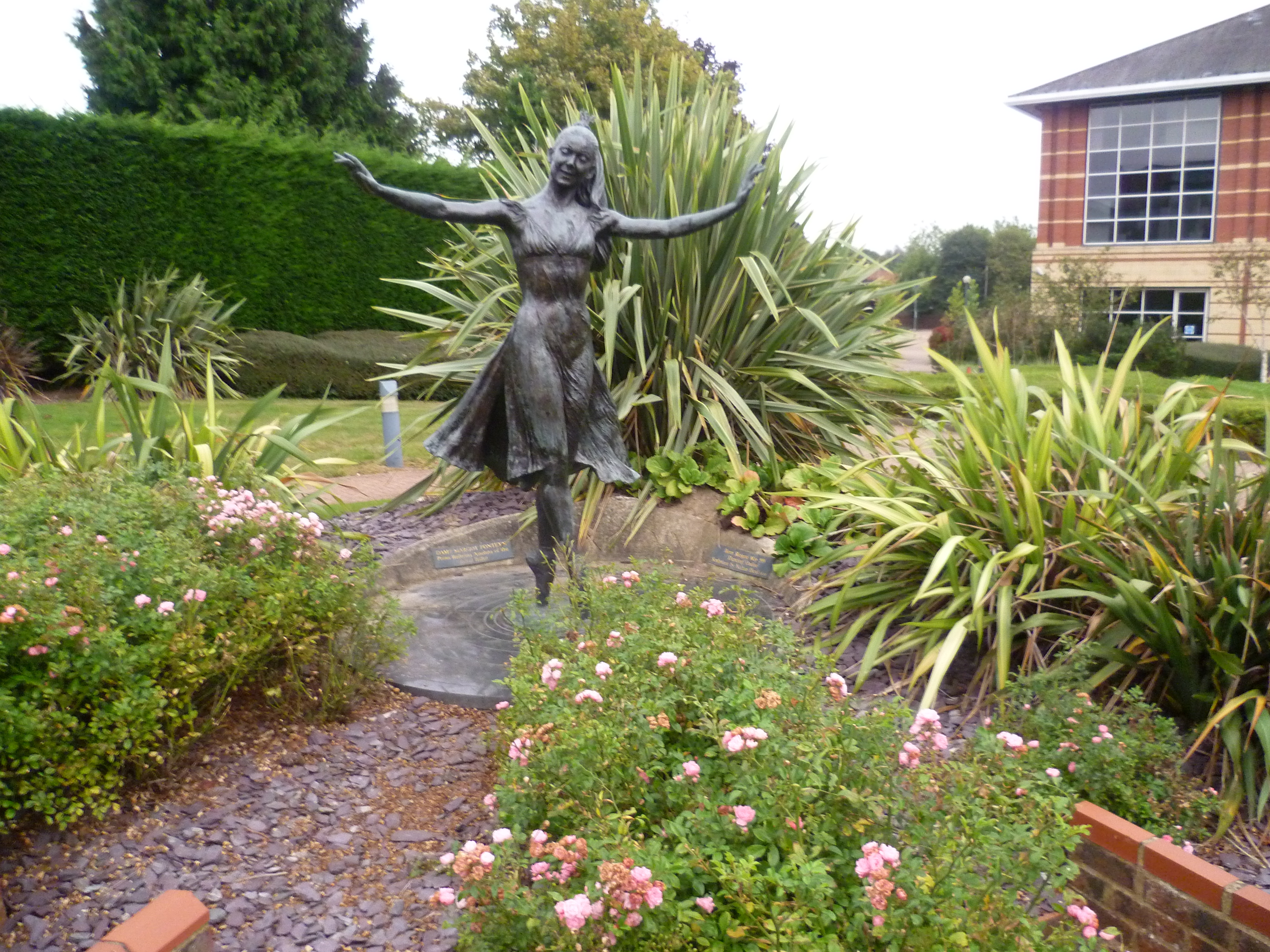
Estatua de bronce de Nathan David de Fonteyn en Reigate, Surrey

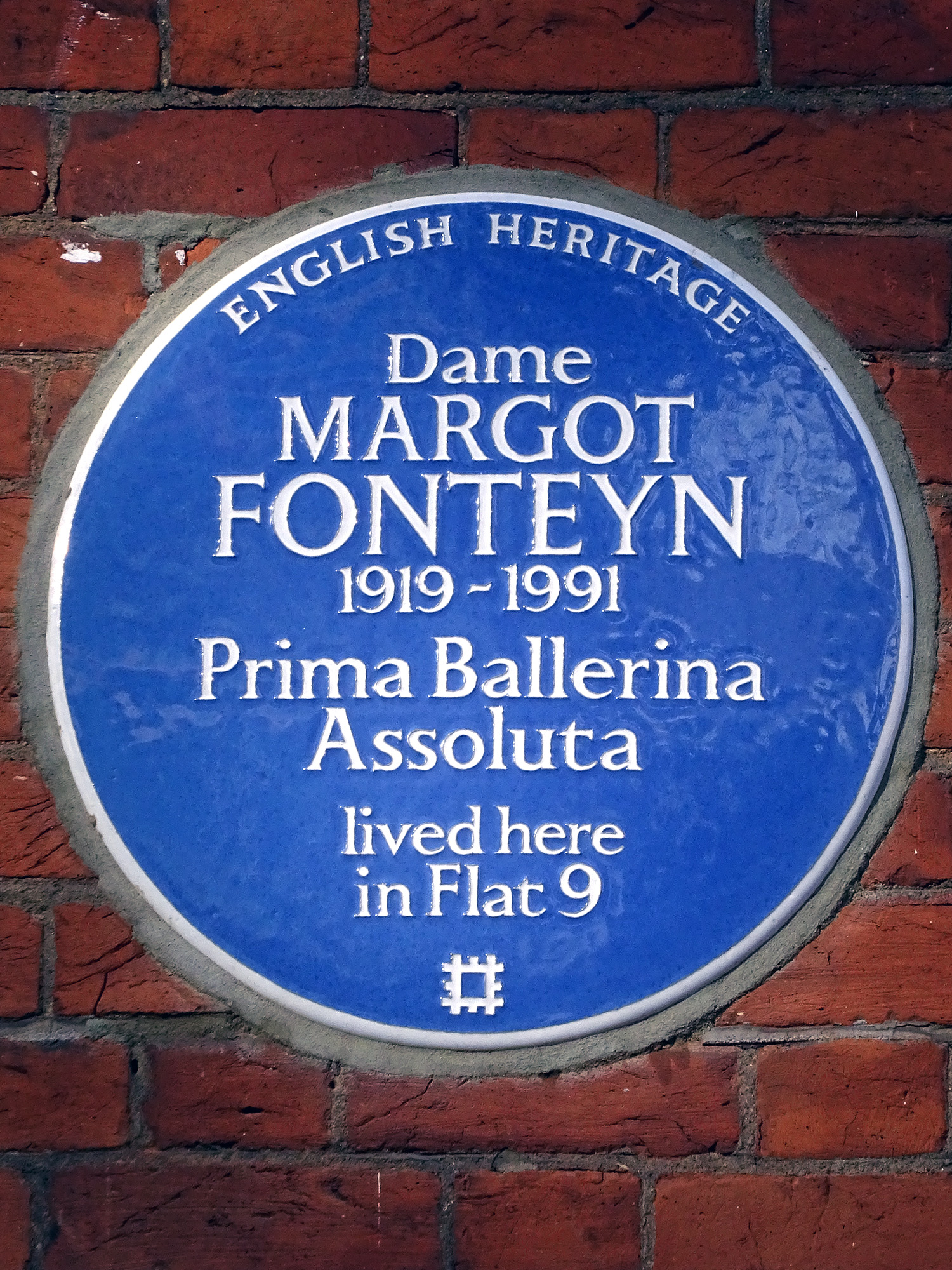
Placa azul de 2016 instalada en la residencia de Fonteyn en Covent Garden

En su ciudad natal, Reigate, una estatua creada por el escultor británico Nathan David en 1980 rinde homenaje a Fonteyn. La estatua, que la representa en su papel favorito de "Ondine", fue encargada por admiradores de todo el mundo. El salón principal de Dunelm House, el edificio de la Unión de Estudiantes de la Universidad de Durham, lleva el nombre de Fonteyn Ballroom en su honor, al igual que el vestíbulo del Great Hall del University College de Durham, en el castillo de Durham. En 2005, Margot's Closet, una tienda de ropa y accesorios de danza que lleva el nombre de Fonteyn, abrió sus puertas en Marietta, Georgia, un suburbio de Atlanta. La Academia de Ballet Margot Fonteyn, establecida en Peekskill, Nueva York, en 2007, lleva su nombre en su honor.
A principios de la década de 1990, la planta fósil Williamsonia margotiana recibió el nombre de Fonteyn. Fue una de las cinco "Women of Achievement" seleccionadas para una serie de sellos británicos emitidos en agosto de 1996. En la película de 1998 Hilary and Jackie, sobre la violonchelista británica Jacqueline du Pre, Fonteyn es representada en un cameo por Nyree Dawn Porter[145] En 2005, Tony Palmer realizó un documental para la ITV sobre Fonteyn, titulado simplemente Margot. Incluye entrevistas con varios colegas del mundo de la danza, el asistente personal de Nureyev y la cuñada de Fonteyn, Phoebe Fonteyn. La BBC realizó una película sobre Fonteyn, emitida el 30 de noviembre de 2009, basada en la biografía de Daneman y protagonizada por Anne-Marie Duff como la bailarina Fonteyn. En 2016, el English Heritage Trust instaló una placa azul en el edificio donde vivía Fonteyn cuando actuaba con el Sadler's Wells Ballet. Para conmemorar el centenario de su nacimiento, el Theatre and Film Guild instaló una placa azul conmemorativa de Fonteyn en la casa de su infancia, en el número 3 de Elm Grove Road, Ealing.

## Premios y reconocimientos
- Nombrada miembro de CBE en 1951 y de la Orden del Imperio Británico EN 1961.[61]
- Fue una de las 5 mujeres seleccionadas por sus méritos para aparecer en los sellos británicos en 1996.[62]
- Nombrada canciller de la Universidad de Durham entre 1981 y 1990.
- Estatua in memoriam en su ciudad natal construida por el escultor Nathan David.[63]
- El edificio destinado a la disciplina de la danza, en la Ciudad de Las Artes, Ciudad de Panamá, lleva el nombre de Margot Foteyn como homenaje a esta gran bailarina.